# Eparchia astrachańska
Eparchia astrachańska – jedna z eparchii Rosyjskiego Kościoła Prawosławnego, wchodząca w skład metropolii astrachańskiej. Obecnie (2016) jej ordynariuszem jest metropolita astrachański i kamyziacki Nikon (Fomin), zaś funkcję katedry pełni sobór Opieki Matki Bożej w Astrachaniu.

## Historia
Eparchia została założona w 1602 poprzez wydzielenie z eparchii kazańskiej. Pierwszym biskupem ordynariuszem został dotychczasowy przełożony monasteru Trójcy Świętej w Astrachaniu Teodozjusz (Charitonow). Szybki rozwój monasterów i instytucji cerkiewnych w regionie zapewniały od XVII wieku prawa do kontroli nad połowami ryb oraz przemysłem solnym.
W 1671 metropolita astrachański Józef został zamordowany przez zbuntowane oddziały Stieńki Razina. Po okresie ekonomicznego upadku w okresie panowania Piotra I eparchia astrachańska ponownie zaczęła prowadzić działalność budowlaną (wznoszenie nowych świątyń i klasztorów) oraz misyjną w XVIII w., w miarę napływu nowych osadników w region astrachański. W 1799 z terytorium eparchii astrachańskiej wydzielona została eparchia saratowska, zaś w 1829 eparchia nowoczerkaska. Od 1778 w Astrachaniu mieściło się seminarium duchowne.
W 1875 eparchia rozpoczęła publikację swojego oficjalnego organu prasowego, Astrachanskich jeparchialnych wiedomosti. W II poł. XIX wieku w eparchii mieściło się centrum działalności misyjnej prowadzonej przez Cerkiew rosyjską wśród Kałmuków, staroobrzędowców oraz mołokan. Na początku XX wieku eparchia liczyła 231 cerkwi, z czego 173 parafialne.
Po rewolucji październikowej, w latach 1917–1919, zamknięty został sobór Zaśnięcia Matki Bożej w Astrachaniu, seminarium duchowne oraz prasa eparchialna. 23 czerwca 1919 rozstrzelani zostali arcybiskup astrachański i carewski Mitrofan (Krasnopolski) oraz biskup pomocniczy Leoncjusz. W 1920 władze przeprowadziły na terytorium eparchii masowe aresztowania kapłanów. Miało to miejsce natychmiast po dokonaniu przez kolejnego arcybiskupa, Anatola (Sokołowa), objazdu eparchii, w czasie którego porównywał on walkę bolszewików z Cerkwią do walki Boga i Antychrysta. W czerwcu 1922 ten sam duchowny przystąpił do ruchu Żywej Cerkwi, co doprowadziło do rozłamu wśród wiernych i duchowieństwa. W końcu roku następnego wierni uznający zwierzchnictwo patriarchy Tichona dysponowali jedynie dziesięcioma cerkwiami. Od 1939 do 1942 eparchia nie posiadała zwierzchnika. W 1988 należała do najmniejszych jednostek administracyjnych Rosyjskiego Kościoła Prawosławnego, mając w swojej jurysdykcji 15 parafii. Stopniowe odrodzenie życia eparchialnego nastąpiło dopiero po upadku ZSRR, w miarę odzyskiwania przez prawosławnych cerkwi przejętych w poprzednich dekadach przez państwo oraz odbudowywania obiektów całkowicie zniszczonych. Do 2001 liczba parafii wzrosła do 69; eparchia dzieli się na cztery dekanaty. W 1995 doszło do ponownego otwarcia pierwszego monasteru – męskiego klasztoru św. Jana Chrzciciela w Astrachaniu.
W 2013 z terytorium eparchii została wydzielona nowa administratura – eparchia achtubińska.

## Biskupi astrachańscy[4]
- 1602–1615 – Teodozjusz (Charitonow)
- 1615–1628 – Onufry
- 1629–1638 – Makary
- 1639–1640 – Rafał
- 1641–1655 – Pachomiusz
- 1656–1671 – Józef
- 1672–1680 – Parteniusz
- 1681–1682 – Nikifor
- 1683–1696 – Sawwacjusz
- 1697–1714 – Samson (Sampson)
- 1716–1723 – Joachim
- 1723–1727 – Laurenty (Gorka)
- 1727–1730 – Warłaam (Lewicki)
- 1730 – Lew (Jurłow)
- 1731–1755 – Hilarion
- 1758–1776 – Metody
- 1776–1786 – Antoni (Rumowski)
- 1786–1792 – Nikifor (Teotoki)
- 1792–1793 – Tichon (Malinin)
- 1794 – Teofil (Rajew)
- 1794–1805 – Platon (Lubarski)
- 1805 – Atanazy (Iwanow)
- 1805–1806 – Anastazy (Bratanowski-Romanenko)
- 1807–1808 – Sylwester (Lebiedinski)
- 1808–1821 – Gajusz (Tokaow)
- 1821 – Jonasz (Wasiljewski)
- 1821–1824 – Abraham (Szumilin)
- 1824–1825 – Metody (Piszniaczewski)
- 1826–1832 – Paweł (Sabbatowski)
- 1832–1840 – Witalis (Borisow-Żegaczow)
- 1841 – Stefan (Romanowski)
- 1841–1844 – Smaragd (Kryżanowski)
- 1844–1856 – Eugeniusz (Bażenow)
- 1856–1870 – Atanazy (Drozdow)
- 1870–1874 – Teognost (Lebiediew)
- 1874–1877 – Chryzant (Rietiwcew)
- 1877–1880 – Gerazym (Dobrosierdow)
- 1880–1889 – Eugeniusz (Szerieszyłow)
- 1889–1892 – Paweł (Wilczinski)
- 1892 – Izaak (Położenski)
- 1892–1893 – Paweł (Wilczinski)
- 1893–1896 – Mitrofan (Niewski)
- 1896–1902 – Sergiusz (Sierafimow)
- 1902–1912 – Jerzy (Orłow)
- 1912–1913 – Teofan (Bystrow)
- 1913 – Innocenty (Kriemienski)
- 1913–1914 – Nikodem (Bokow)
- 1914–1916 – Filaret (Nikolski)
- 1916–1919 – Mitrofan (Krasnopolski)
- 1920 – Palladiusz (Sokołow)
- 1921–1923 – Anatol (Sokołow)
- 1923–1927 – Tadeusz (Uspienski)
- 1927 – Innocenty (Jastriebow)
- 1928–1933 – Filip (Stawicki)
- 1933–1939 – Andrzej (Komarow)
- 1943–1947 – Filip (Stawicki)
- 1947 – Mikołaj (Czufarowski)
- 1947–1952 – Filip (Stawicki)
- 1953–1954 – Leonid (Łobaczow)
- 1954–1959 – Sergiusz (Łarin)
- 1959–1960 – Gabriel (Ogorodnikow)
- 1960–1964 – Paweł (Gołyszew)
- 1964–1968 – Jonasz (Zyrianow)
- 1968–1979 – Michał (Mudiugin)
- 1979–1992 – Teodozjusz (Dikun)
- 1992–2016 – Jonasz (Karpuchin)
- od 2016 – Nikon (Fomin)